# Terrängdragbil m/42
Lo Terrängdragbil m/42 o Tbil m/42 era un trattore d'artiglieria 6×6 svedese della seconda guerra mondiale, conosciuto con la denominazione industriale Volvo TVC

## Storia
Il progetto TVC era un derivato del Volvo TVA/B e rimediava al principale limite del precursore adottando una trazione integrale 6×6. La prima versione typ B montava lo stesso motore del predecessore, potenziato a 130 hp, mentre sulla variante successiva typ C venne introdotto un nuovo motore da 180 hp.
Il nuovo mezzo venne realizzato in 168 unità tra il 1942 ed il 1944 e rimase in servizio fino agli anni novanta, continuamente aggiornato, soprattutto per quanto riguarda la cabina. Un certo numero di mezzi venne trasformato, negli anni, in motrice per il complessi portacarri o vennero equipaggiati con una gru Holmes.

## Tecnica
Il mezzo aveva una configurazione simile a quella del predecessore Terrängdragbil m/40, con telaio tubolare centrale, al quale erano articolati indipendentemente gli assali, che consentivano una spiccata aderenza ed una estrema mobilità fuoristrada. Il telaio era su tre assali tutti motori, dotati di grandi pneumatici. Sotto al muso e tra primo e secondo asse erano installate due coppie di piccole ruote folli, che entravano in funzione nel superamento di ostacoli.
Sul TVC typ B il motore era un potente Volvo typ FBT, 6 cilindri a benzina, 7,6 l di cilindrata, erogante 130 hp a 2.400 giri al minuto. Sul typ C venne invece installato un più potente Volvo C6 da 10,6 l erogante 180 hp.
La cabina del TVC era del tipo avanzato e non a "musone" come il predecessore, pur conservandone la stessa configurazione a 8 posti.